# Brixia unipunctata
Brixia unipunctata är en insektsart som beskrevs av Synave 1965. Brixia unipunctata ingår i släktet Brixia och familjen kilstritar. Inga underarter finns listade i Catalogue of Life.